# 킴벌리 티히
킴벌리 티히(Kimberly Teehee)는 버락 오바마 행정부에서 원주민 정책 자문 역할을 만든 체로키족 정치인이며, 체로키 네이션의 미국 하원 파견대표이다.